# Aleksander Garkowienko
Aleksander Garkowienko, ukr. Олександр Гаркавенко (ur. 22 października 1892 w Morozówce (gubernia jekaterynosławska) w Cesarstwie Rosyjskim, zm. 16 września 1944 w Warszawie) – ukraiński i polski atleta cyrkowy i zapaśnik, mistrz świata w zapasach zawodowców z 1931, 1933 i 1935.
Urodził się w mieszanej rodzinie, jego ojcem był potomek zaporoskiego Kozaka, matka zaś z domu Rudecka była Polką z Będzina. Uczył się w szkole realnej w Nowoczerkasku, wtedy też zaczął ćwiczyć zapasy, wkrótce zapoczątkował karierę zawodową jako atleta w cyrku i uczestnik pojedynków zapaśniczych w różnych miastach ówczesnej Rosji, w tym zwycięskich spotkań z Iwanem Zaikinem w 1912 oraz ze Stanisławem Cyganiewiczem w 1917 oraz zremisowanego pojedynku z Iwanem Piddubnym w 1913. W 1920 opuścił ojczyznę, a w 1921 zamieszkał w Polsce, gdzie występował m.in. w pokazach strongmańskich oraz staczał pojedynki zapaśnicze, m.in. w 1922 zwyciężył Teodora Sztekkera, dzięki czemu uzyskał tytuł zawodowego mistrza Polski. W tymże roku otrzymał obywatelstwo polskie. Wkrótce potem stoczył walki w różnych krajach europejskich, a w połowie lat 20. XX w. przeniósł się do Stanów Zjednoczonych, gdzie stoczył przeszło 200 pojedynków, brał też udział w pokazach strongmańskich. W latach 30. kilkakrotnie wziął udział w walce o tytuł zawodowego mistrza świata w zapasach, wygrywając w 1931 (Hamburg), 1933 (Berlin) i 1935 (Warszawa, cyrk Braci Staniewskich), natomiast w 1934 przegrał walkę finałową w Berlinie z niemieckim sportowcem Hansem Schwarzem. Zginął podczas powstania warszawskiego, gdy w dom, w którym przebywał trafiła niemiecka bomba lotnicza. 
Garkowienko różnie deklarował swoją narodowość - w wywiadzie dla polskiej gazety w okresie międzywojnia stwierdził, że choć przypisuje mu się narodowość ukraińską albo rosyjską, to "Jestem tylko Polakiem", z kolei podczas hitlerowskiej okupacji Polski zarejestrował się u władz jako Ukrainiec. 
Pochowany na Cmentarzu Powązkowskim. 